# Amphiglossus tanysoma
Amphiglossus tanysoma är en ödleart som beskrevs av  Franco Andreone och GREER 2002. Amphiglossus tanysoma ingår i släktet Amphiglossus och familjen skinkar. IUCN kategoriserar arten globalt som livskraftig. Inga underarter finns listade i Catalogue of Life.

## Bildgalleri

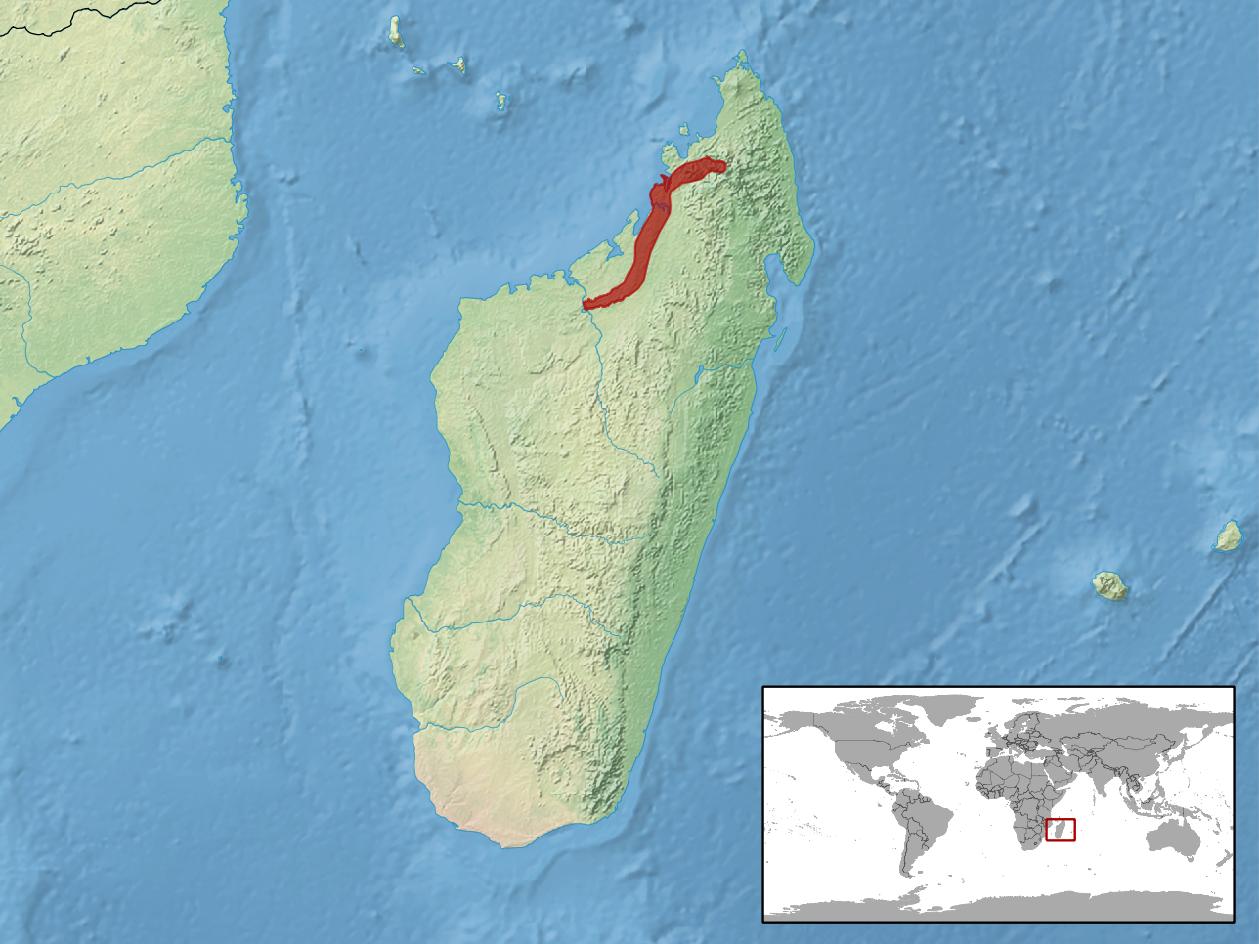